# 南神城站
南神城站（日语：／ Minami-Kamishiro eki */?）是位於長野縣北安曇郡白馬村大字神城，屬於東日本旅客鐵道（JR東日本）的大糸線車站。車站編號是16。此站是JR東日本最西邊的車站，月台上設有相關標柱。

## 歷史
- 1942年（昭和17年）12月5日：國鐵旅客車站啟用[1]。
- 1987年（昭和62年）4月1日：伴隨國鐵分割民營化，車站由東日本旅客鐵道（JR東日本）營運[4][5]。
- 1995年（平成7年）7月3日：月台上加設「JR東日本最西車站」標柱，舉行了開幕儀式[3]。
- 2014年（平成26年）
  - 11月22日：發生長野縣神城斷層地震，信濃大町站至糸魚川站之間暫停運行[新聞 1]。
  - 11月25日：信濃大町站至白馬站之間重開[新聞 2]。

## 車站構造

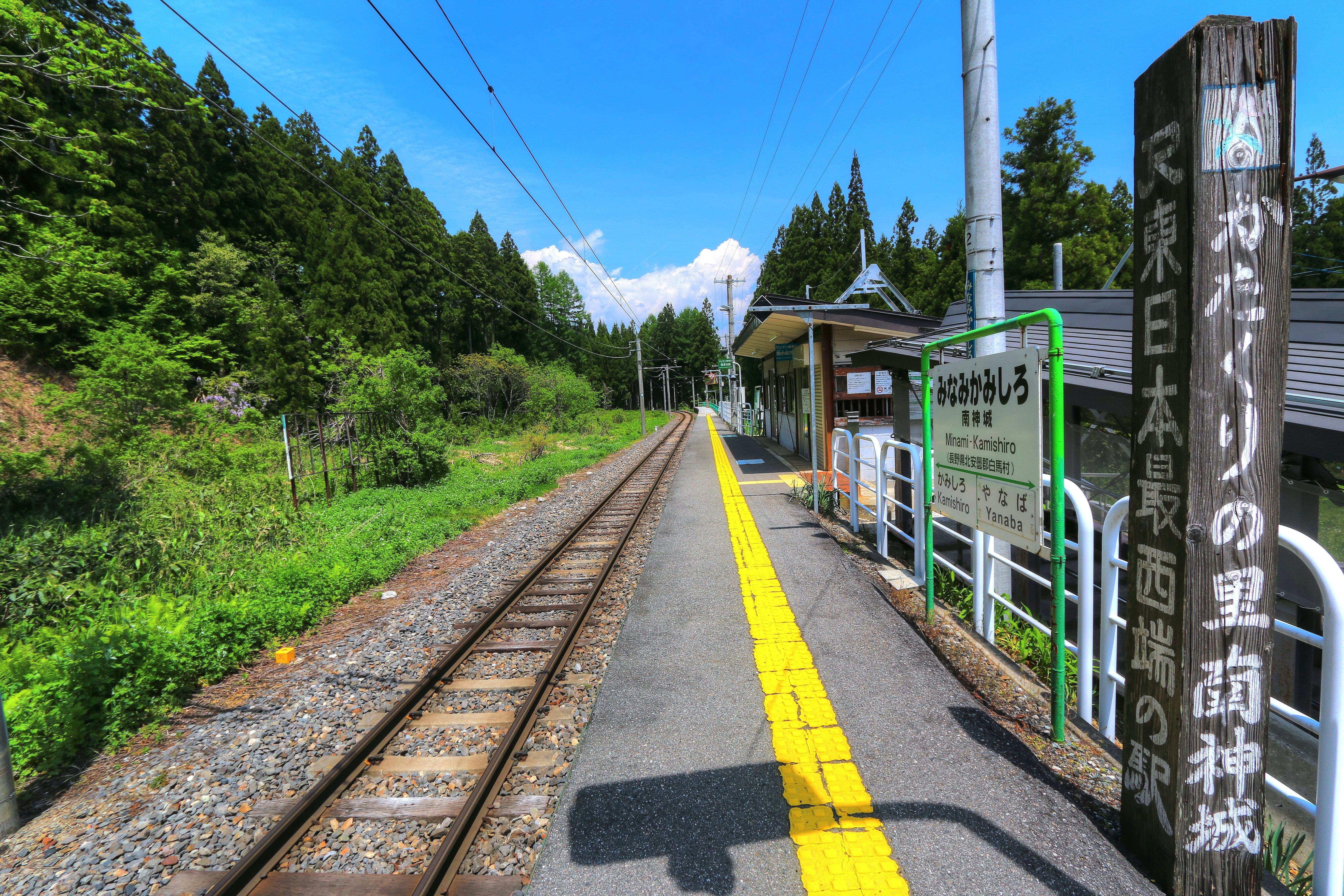
月台

車站是一座建設路堤上的地面車站，設有1面1線的單式月台，不可進行列車交會。
此站是由白馬站管理的無人車站。車站大樓內設有候車室。

## 使用狀況
根據「長野縣統計書」，以下為1日平均乘車人次資料：
- 2007年度 - 36人[1]
- 2009年度 - 25人[1]
- 2010年度 - 22人[6]
- 2011年度 - 21人[2]

## 車站周邊
車站位於森林之中。距離車站一段距離設有住宅。
- 國道148號（日语：国道148号）
- 姬川（日语：姫川）源流湧水（名水百選）[1]
- 白馬佐野坂滑雪場（日语：白馬さのさかスキー場）[1]

## 相鄰車站
東日本旅客鐵道（JR東日本）
■大糸線
快速
通過
普通
簗場（18）－*簗場滑雪場前（17）－南神城（16）－神城（15）
*刪除線代表廢站

## 注腳

### 報道發表資料
1. 1 2   (PDF) (新闻稿). 東日本旅客鉄道長野支社. 2016-12-07  [2016-12-08]. （原始内容存档 (PDF)于2016-12-08） （日语）.

### 新聞
1. ↑  “41人けが、全壊34棟 長野北部地震、余震70回に”. 中日新聞 (中日新聞社). (2014年11月24日)
2. ↑  “長靴姿で登校、大糸線が一部再開 県神城断層地震”. 中日新聞 (中日新聞社). (2014年11月26日)

## 外部連結
- 車站資訊（南神城）：東日本旅客鐵道（日語）